# Турски Курдистан
Турски Курдистан је део историјске регије Курдистан, који се налази у саставу Турске. Простор је познат и као Северни Курдистан и обухвата јужне и источне делове Турске. Према проценама, у Турској живи између 14.300.000 и 22.700.000 Курда.

## Историја
У античко доба је на простору турског Курдистана постојала пракурдска држава Кордуена. У новом веку су на овом подручју постојале вазалне или полу-независне курдске државе, које су номинално биле подређене Османском царству, а у једном периоду су уживале и независност. Од 19. века, Османско царство спроводи политику ликвидације ових држава и јачања централне власти. У време распада Османског царства, Мир у Севру из 1920. године предвидео је формирање курдске државе на овом подручју, али је њено успостављање осујетила Ататуркова националистичка побуна. Политика Ататуркове Турске према Курдима резултовала је курдским побунама током 1920-их и 1930-их година, које су угушене силом, а турске власти су потом забраниле употребу курдског језика, избрисале речи "Курди" и "Курдистан" из речника и историјских књига и званично користиле назив "Планински Турци" за Курде. Од 1983. године Курди у Турској воде герилски рат против Турске државе.
- Римска зависна држава Кордуена, 31. п. н. е.
- Курдске државе око 1835. године
- Предложене границе курдске државе према мировном уговору у Севру 1920. године